# 少年小赵
少年*小赵是由杜海滨执导的纪录电影，于2015年4月1日在香港国际电影节上映。该片使用5年時間纪录了山西青年小赵从高中到大学二年级这段時間的思想转变。
2009年，導演杜海滨在平遥摄影展期间，遇見高中生小赵，他在街頭为钓鱼岛事件摇旗呐喊，充满爱国热情。但考入民族大学后，小赵逐渐开始接触社会现实，对国家和社会的认识也渐渐丰富。在经历了大凉山支教、亲人逝世和强拆风波等事件后，小赵最终发展成为了与高中时期狂热爱国主义者截然不同的青年。

## 外部來源
- 少年*小趙-- Google Play